# Khvājeh Shamsī
Khvājeh Shamsī (persiska: خواجه شمسی) är en ort i Iran.   Den ligger i provinsen Hormozgan, i den sydöstra delen av landet, 1 100 km sydost om huvudstaden Teheran. Khvājeh Shamsī ligger 29 meter över havet och antalet invånare är 144.
Terrängen runt Khvājeh Shamsī är platt åt sydväst, men åt nordost är den kuperad.Runt Khvājeh Shamsī är det ganska glesbefolkat, med 25 invånare per kvadratkilometer. Närmaste större samhälle är Mīnāb, 6,9 km sydost om Khvājeh Shamsī. Omgivningarna runt Khvājeh Shamsī är i huvudsak ett öppet busklandskap.